# Progress (polární stanice)

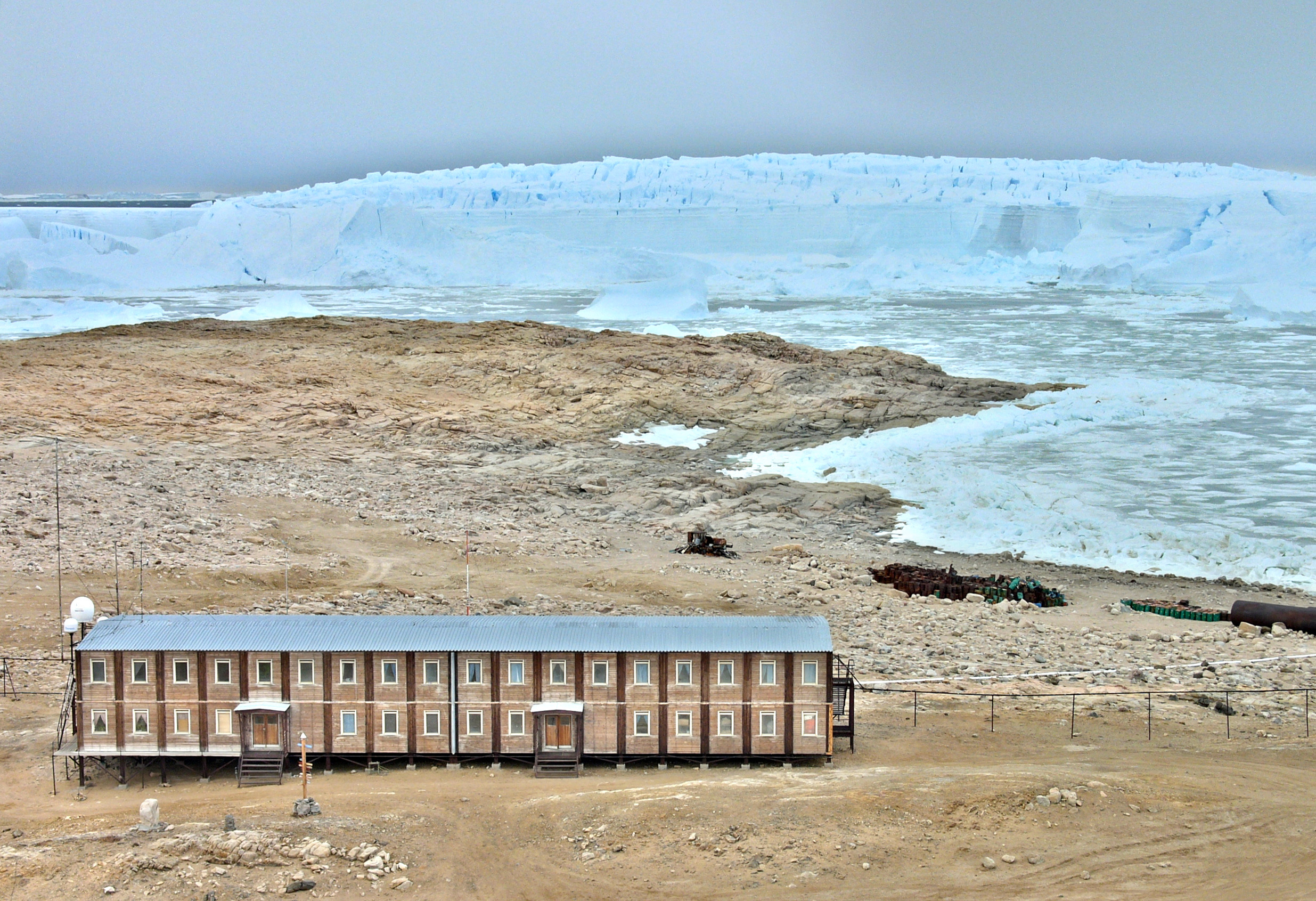
Polární stanice Progress v březnu 2007

Progress (rus. Прогресс) je ruská výzkumná stanice na východním pobřeží Prydzova zálivu v Antarktidě.
Stanice byla založena v dubnu 1988. V roce 2000 byla její aktivita na tři roky zastavena. Poblíž výzkumné stanice se nachází vzletová a přistávací dráha, která zajišťuje kontakt s ostatními stanicemi (hlavně se stanicemi Mirnyj a Vostok). Na konci roku 2008 vypukl požár v právě stavěné nové budově stanice. Tento požár zničil onu budovu i výzkumné zařízení. Roku 2013 byla dokončena výstavba nového zimoviště.
Nedaleko od stanice jsou čínská stanice Čung-šan a indická stanice Bharati.